# 阿多親市
阿多 親市（あた しんいち、1958年9月28日 - ）は、日本の実業家。

## 来歴・人物
兵庫県神戸市に生まれる。兵庫県立兵庫高等学校卒業。1982年島根大学法文学部法学科卒業後、アイワ株式会社入社。1987年、マイクロソフト株式会社（日本法人、現：日本マイクロソフト）に入社し、Excelなどのアプリケーションソフトウェアの普及に努める。2000年、成毛眞の後を継いで同社社長に就任。
2003年、ソフトバンクBB株式会社常務取締役就任後は、ソフトバンク・グループ企業の役員を歴任。2012年、ソフトバンク・テクノロジー社長に就任。
なお氏名が「阿多 新市」と誤記されがち。